# Salm-Reifferscheid-Hainsbach
Salm-Reifferscheid-Hainsbach fou un comtat del Sacre Imperi Romanogermànic format el 1734 per divisió de Salm-Reifferscheid-Bedburg en tres línies. Els seus comtes foren la branca bohèmia de la casa de Salm.
El comtat fou mediatitzat dins a Prússia el 1806. Es va extingir el 1897.